# Odense Teater
Odense Teater är en teater i Odense i Danmark. Den grundades 1796 och blev då Danmarks första teater utanför Köpenhamn. 